# Zaawansowany generator radioizotopowy Stirlinga
Zaawansowany generator radioizotopowy Stirlinga (ang. Advanced Stirling Radioisotope Generator, ASRG) – obecnie opracowywany system zasilania jądrowego, w którym źródłem energii jest rozpad izotopu promieniotwórczego, a uwolnione ciepło zamieniane jest na energię elektryczną z wykorzystaniem silnika Stirlinga.
Prace nad rozwojem technologii współfinansuje Departament Energii Stanów Zjednoczonych i NASA dla zastosowania w przyszłych misjach kosmicznych.
Wyższa sprawność cyklu Stirlinga przekształcania ciepła w elektryczność, w porównaniu do termopar stosowanych w radioizotopowych generatorach termoelektrycznych (aktualnie źródło energii dla wielu misji, m.in. Pioneer 10, Voyager 1, Galileo, Ulysses, Cassini-Huygens, New Horizons), pozwoli wielokrotnie zmniejszyć zapotrzebowanie na paliwo PuO2.